# Ali Khamis Khamis
Ali Khamis Abbas Ali Khamis (arabisch علي خميس عباس علي خميس, DMG ʿAlī Ḫamīs ʿAbbās ʿAlī Ḫamīs; * 30. Juni 1995) ist eine bahrainischer Sprinter, der sowohl im 400-Meter-Lauf als auch im 400-Meter-Hürdenlauf antritt. 2014 siegte er über 400 m Hürden bei den Asienspielen in Incheon und 2018 gewann er bei den Asienspielen in Jakarta die Bronzemedaille über 400 Meter.

## Sportliche Laufbahn
Erste internationale Erfahrungen sammelte Ali Khamis Khamis bei den Jugendweltmeisterschaften 2011 nahe Lille, bei denen er über 400 Meter Hürden, wie auch mit der bahrainischen Sprintstaffel (1000 Meter) in der ersten Runde ausschied. Im Jahr darauf schied er bei den Juniorenasienmeisterschaften in Colombo und den Juniorenweltmeisterschaften in Barcelona schied er ebenfalls im Vorlauf aus. Bei den Arabischen Meisterschaften in Doha gewann er in 46,25 s die Bronzemedaille und bei den Asienmeisterschaften in Pune in 45,65 s die Silbermedaille hinter dem Saudi-Araber Youssef Masrahi über 400 Meter. 2014 siegte er bei den Arabischen Juniorenmeisterschaften in Kairo über 400 Meter flach und über die Hürden. Im Hürdenlauf nahm er erneut an den Juniorenweltmeisterschaften in Eugene teil und gewann dort in 49,55 s die Silbermedaille hinter dem Jamaikaner Jaheel Hyde. Ende Oktober nahm er erstmals an den Asienspielen im südkoreanischen Incheon teil und siegte dort in einer Zeit von 49,71 s.
2015 siegte er im Hürdenlauf bei den Arabischen Meisterschaften in Manama und wurde bei den Militärweltspielen in Mungyeong Sechster und wurde zudem mit der bahrainischen 4-mal-400-Meter-Staffel disqualifiziert. 2016 qualifizierte er sich im 400-Meter-Lauf für die Olympischen Spiele in Rio de Janeiro, bei denen er mit neuem Landesrekord von 44,36 s im Finale den sechsten Platz belegte Im Jahr darauf siegte er bei den Islamic Solidarity Games in Baku über 400 Meter und wurde mit der Staffel Vierter. 2018 nahm er erneut an den Asienspielen in Jakarta teil und gewann dort in 45,70 s die Bronzemedaille hinter dem Katari Abdalelah Haroun und dem Inder Muhammed Anas. Zudem siegte er mit der gemischten Staffel und wurde mit der Männerstaffel in 3:03,97 min Fünfter. Die Goldmedaille mit der gemischten Staffel wurde 2019 wegen eines Dopingvergehens seiner Mitstreiterin Kemi Adekoya aberkannt. Nach einer dreijährigen Wettkampfpause gewann er 2022 bei den Islamic Solidarity Games in Konya in 3:04,79 min die Bronzemedaille in der Männerstaffel hinter den Teams aus Marokko und Algerien und in der Mixed-Staffel sicherte er sich in 3:17,40 min die Goldmedaille.

## Persönliche Bestzeiten
- 400 Meter: 44,36 s, 14. August 2016 in Rio de Janeiro (bahrainischer Rekord)
- 400 m Hürden: 49,55 s, 25. Juli 2014 in Eugene